# Reserva Laguna Los Juncos
La reserva Laguna Los Juncos es un área natural protegida ubicada en cercanías de la ciudad de San Carlos de Bariloche, en la provincia de Río Negro, en la Patagonia argentina. Es una reserva de carácter privado creada en el año 1985 con el objeto de preservar especies y diversidad genética, específicamente el espacio de asentamiento reproductivo de aves acuáticas.

## Características generales
La reserva ocupa una superficie de 37 ha de las que unas 7 ha corresponden a la laguna en sí misma. Está ubicada en el interior de la propiedad privada conocida como "Estancia San Ramón". Fue creada en el año 1985 por iniciativa de los propietarios y es administrada por una organización civil dedicada a la preservación de la naturaleza. Desde el punto de vista fitogeográfico, corresponde a la región de bosque andino patagónico. Está ubicada aproximadamente en la posición 41°04′S 71°01′O / -41.067, -71.017.

El principal valor del área protegida es su gran riqueza ornitológica, ya que es un área de nidificación y reproducción de un gran número de especies de aves acuáticas.

## Flora
La flora muestra las características típicas del ambiente de bosques patagónicos, con la presencia de cipreses de la cordillera (Austrocedrus chilensis), y en el plano inferior neneos (Poa ligularis) y las distintas especies de pastos llamadas en general coirones, que pueden incluir (Stipa speciosa) y (Stipa humilis).

## Fauna

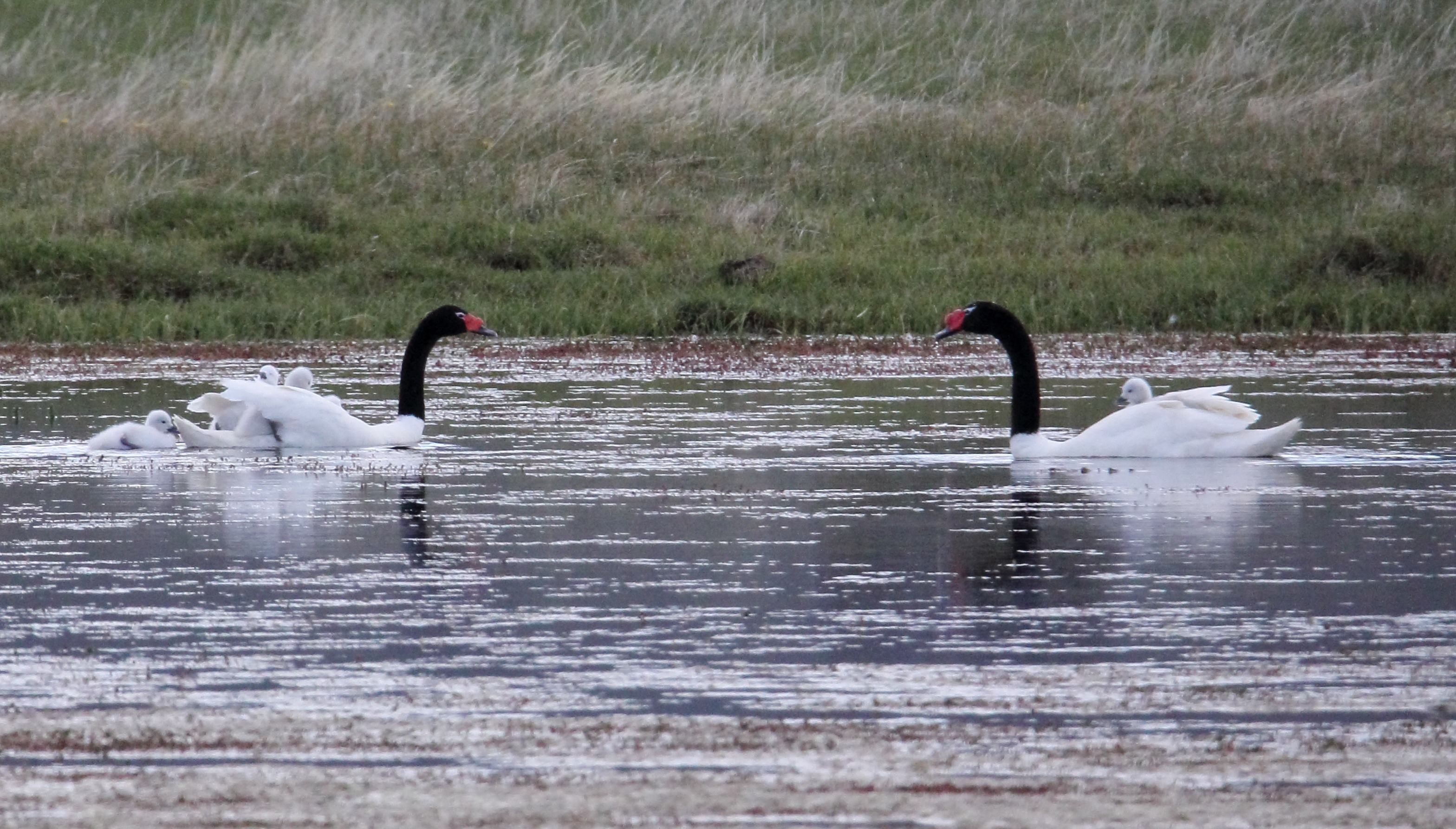
Cisnes cuello negro (Cygnus melancoryphus).

En la reserva se encuentran piches (Zaedyus pichiy) y zorros colorados (Lycalopex culpaeus) y grises chicos (Lycalopex gymnocercus).
Las aves están ampliamente representadas, en particular aquellas especies propias de ambientes acuáticos. La presencia humana escasa y el relativo aislamiento crean un entorno que favorece la nidificación, incluso de especies migratorias. Existen registros de observaciones de más de 50 especies de aves, entre ellas los macás común (Rollandia rolland) y plateado (Podiceps occipitalis); el flamenco austral (Phoenicopterus chilensis); el cisne cuello negro (Cygnus melancoryphus); los patos zambullidor grande (Oxyura jamaicensis), overo (Anas sibilatrix), cuchara (Anas platalea), maicero (Anas georgica) y barcino (Anas flavirostris); las gallaretas chica (Fulica leucoptera) y ligas rojas (Fulica armillata) y los pititoy chico (Tringa flavipes) y grande (Tringa melanoleuca), entre otras de hábitat palustre.

Los pequeños pájaros cantores son abundantes y diversos. Entre ellos, se ha observado la presencia de las dormilonas cara negra (Muscisaxicola maclovianus) y fraile (Muscisaxicola flavinucha); las golondrinas patagónica (Tachycineta meyeni) y barranquera (Pygochelidon cyanoleuca); el tordo renegrido	(Molothrus bonariensis) y la loica común (Sturnella loyca), entre otros.